# 23 (število)
23 (tríindvájset) je naravno število, za katero velja 23 = 22 + 1 = 24 - 1.

## V matematiki
- fakultetno praštevilo 4! - 1.
- tretje Woodallovo število in drugo Woodallovo praštevilo {\displaystyle 23=3\cdot 2^{3}-1}.
- četrto varno praštevilo.
- četrto Tabitovo število in četrto Tabitovo praštevilo {\displaystyle 23=3\cdot 2^{3}-1\,\!}.
- peto praštevilo Germainove.
- šesto veselo število in četrto veselo praštevilo.
- osmo Higgsovo praštevilo.
- osmo regularno praštevilo.
- osmo najmanjše število, za katerega velja Midyjev izrek.
- deveto Čenovo praštevilo.
- Smarandache-Wellinovo število
- Wedderburn-Etheringtonovo število
- najmanjše število n, za katero ima enačba x - φ(x) = n natanko 4 rešitve. Rešitve enačbe so: 95, 119, 143, 529.
- Gaussovo praštevilo brez imaginarnega ali realnega dela oblike {\displaystyle 4n+3}.
- Eisensteinovo praštevilo brez imaginarnega ali realnega dela oblike {\displaystyle 3n-1}.

## V znanosti
- vrstno število 23 ima vanadij (V).
- človek ima 23 kromosomskih parov.

## Drugo

### Leta
- 423 pr. n. št., 323 pr. n. št., 223 pr. n. št., 123 pr. n. št., 23 pr. n. št.
- 23, 123, 223, 323, 423, 523, 623, 723, 823, 923, 1023, 1123, 1223, 1323, 1423, 1523, 1623, 1723, 1823, 1923, 2023, 2123